# Альбион Роверс
«А́льбион Ро́верс» (англ. и скотс Albion Rovers F.C.) — шотландский футбольный клуб из города Котбридж, выступающий во Второй лиге Шотландии. Основан в 1882 году, путём слияния команд «Альбион» и «Роверс». Домашние матчи, начиная с 1919 года, проводит на стадионе «Клифтонхилл», вмещающем 1 572 зрителя. Клуб вступил во второй дивизион шотландской лиги в 1903 году, но в 1915 году второй дивизион был ликвидирован и «Альбион Роверс» стал выступать в Западной футбольной лиге. В сезоне 1919/20 клуб вернулся в шотландскую лигу, вступив в первый дивизион, в том же году команда добилась своего главного достижения в истории выйдя в финал Кубка Шотландии в котором со счётом 2:3 уступила команде «Килмарнок». В сезоне 1921/22 «Альбион Роверс» добился своего наивысшего достижения в чемпионатах Шотландии, заняв 11-е место в первом дивизионе, высшем дивизионе Шотландии того времени. Всего в высшем дивизионе «Альбион Роверс» провел 9 сезонов, последним из которых стал сезон 1948/49. В последние годы клуб играет во втором и третьем дивизионах шотландской лиги, соответственно третьем и четвёртом по силе дивизионах страны.

## Достижения
- Вторая лига Шотландии:
  - Победитель (1): 2014/15.
- Первый дивизион Шотландии:
  - Победитель (1): 1933/34.
- Второй дивизион Шотландии:
  - Победитель (1): 1988/89.
- Кубок Шотландии:
  - Финалист (1): 1919/20.